# مقاطعة دنيبروبتروفسك
دَنبرُوبترُفِسْك أُبلَست أو دنيبروبتروفسك أبلاست (الأوكرانية: Дніпропетровська область) هي أُُبلَست (مقاطعة) تقع في الجنوب الشرقي لأوكرانيا، مركزها الإداري هو دَنبرو

 تعتبر دَنبرُوبترُفِسْك أُُبلَست أهم منطقة صناعية في أوكرانيا.

## جغرافيا
تقع دَنبرُوبترُفِسْك أُُبلَست في الجنوب الشرقي لأوكرانيا، يحدها شمالا بلتافة أُُبلَست وخَركيف أُُبلَست ،وجنوبا خيرسون أُُبلَست وزَابَرُوجيا أُُبلَست، ومن جهة الشرق دونيتسك أُُبلَست ، أم من جهة الغرب فيحدها مِكولَيِف أُُبلَست وكِرُوفُغرَاد أُُبلَست.

تقدر مساحة دَنبرُوبترُفِسْك ب31،900 كم ²، حوالي 5.3٪ من المساحة الإجمالية لأوكرانيا.

## المدن الرئيسة
تحتوي مقاطعة دَنبرُوبترُفِسْك على 20 مدينة منها أربع مدن رئيسية:
- دَنبرو
- كريفي ريه
- نيكوبول (أوكرانيا)
- كَمِنسك